# آنا اوشنینا
آنا یوریونا اوشنینا (اوکراینی: Анна Юріївна Ушеніна متولد ۳۰ اوت ۱۹۸۵ میلادی) استادبزرگ شطرنج اوکراین که قهرمان شطرنج زنان جهان از نوامبر ۲۰۱۲ تا سپتامبر ۲۰۱۳ بوده است.

## زندگی
اوشنینا در خارکیف، جایی که به دنیا آمد، زندگی می‌کند. اوشنینای خردسال در سن هفت سالگی با حمایت‌های مادرش به سمت شطرنج، نقاشی و موسیقی سوق داده شد. او قهرمان مسابقات شطرنج دختران زیر ۲۰ سال اوکراین شد، در حالی که فقط ۱۵ سال داشت. بسیاری از مهارت‌های شطرنج او خود آموخته شده است، اگر چه در ۲۰۰۰–۲۰۰۲ میلادی، در خارکف در مدرسه ورزش رزرو المپیک تحت آموزش قرار گرفت.

## موفقیت‌های ملی
در سال ۲۰۰۳ (میکولاایو) و ۲۰۰۴ (آلوشتا) او به مکان‌های چهارم و ششم در مسابقات قهرمانی شطرنج زنان اوکراین دست یافت. سپس در مسابقات آلوشتا در سال ۲۰۰۵، به مقام قهرمانی ملی رسید.

## قهرمان جهان زنان
در فینال چهاردهمین دورهٔ مسابقات قهرمانی شطرنج زنان جهان سال ۲۰۱۲ او به مقام قهرمانی جهان رسید. اوشنینا با این قهرمانی به طور خودکار مقام استادبزرگ شطرنج را دریافت کرد و همچنین برای شرکت در جام جهانی شطرنج ۲۰۱۳ میلادی، واجد شرایط شناخته شد. او
اولین قهرمان شطرنج جهان زنان از اوکراین است.